# Stejnopohlavní manželství ve Spojeném království
Stejnopohlavní manželství je ve Spojeném království legální s výjimkou Severního Irska. Země Spojeného království jsou oprávněny přistupovat k otázce manželství osob stejného pohlaví individuálně, tudíž je jeho postavení v Anglii a Walesu, Skotsku a Severním Irsku odlišné.
- Zákon legalizující sňatky párů stejného pohlaví v Anglii a Walesu byl přijat britským parlamentem v červenci 2013 a účinným se stal 13. března 2014. První homosexuální svatba se pak konala 29. března 2014.[1]
- Zákon legalizující sňatky párů stejného pohlaví ve Skotsku byl přijat skotským parlamentem v únoru 2014 a účinným se stal 16. prosince 2014.[2] První homosexuální svatba se pak konala 16. prosince 2014. Oddán byl pár, který už předtím žil v registrovaném partnerství.[3] První homosexuální pár nežijící v registrovaném partnerství byl oddán 31. prosince 2014.[4]
- První ministr Severního Irska prohlásil, že Demokratická unionistická strana bude i nadále pokračovat ve svém úsilí blokovat jakýkoli návrh zákona legalizující stejnopohlavní manželství.[5] Stejnopohlavní manželství uzavřená v jiných jurisdikcích mají v Severním Irsku status registrovaného partnerství.[6]

Ze 14 Zámořských území Spojeného království je stejnopohlavní manželství legální na vojenských základnách Akrotiri a Dekelii a v Britském indooceánském území (pouze britský vojenský personál) od 3. června 2014. Dále na Pitcairnových ostrovech od 14. května 2025, v Britském antarktickém území od 13. října 2016, na Gibraltaru od 15. prosince 2016, na Ascensionu od 1. ledna 2017, na Bermudách od 5. května 2017. Zákon legalizující stejnopohlavní manželství na Falklandách momentálně čeká na královský souhlas. Ze tří Britských korunních závislých území Spojeného království je stejnopohlavní manželství legální na Manu od 22. července 2016 a na Guernsey od 2. května 2017.

## Historie

### Právní historie
Anglosaské právo považovalo manželství mezi osobami stejného pohlaví za paakt, tedy za nicotné nebo spíše zdánlivé. Když se v r. 1680 Arabella Huntová provdala za "Jamese Howarda" bylo jejich manželství prohlášeno za neplatné právě z toho důvodu, že Howard byl ve skutečnosti Amy Poulterová, a tím pádem se jednalo o manželství dvou žen, které nemělo právní následky. V průlomovém rozsudku v kauze Hyde vs. Hyde a Woodmansee z r. 1866 (případ polygamie) rozhodl Lord Penzance tak, že manželství je v křesťanském prostředí chápané jako dobrovolný celoživotní svazek jednoho muže a jedné ženy, a že nic jiného se nepřipouští.
Když se v r. 1967 projednával případ Talbot (roz. Poyntz) vs. Talbot soudce Justice Ormerod rozhodnul, že to na čem závisí manželství není gender, nýbrž pohlaví. Jednalo se o případ přeoperované transosoby. V r. 1971 byl přijat zákon o neplatnosti manželství (Nullity of Marriage Act 1971) zakazující v Anglii a Walesu manželství mezi lidmi stejného pohlaví. Parlamentní debaty o této legislativě se týkaly pouze problematiky transgender, nikoli homosexuality.
Tento zákon později nahradil zákon o záležitostech manželských 1973 (Matrimonal Causes Act 1973), který taktéž deklaroval, že manželství není platné, nejsou-li oba snoubenci muž a žena. Zákaz stejnopohlavního manželství se promítnul i do právního řádu Skotska a Severního Irska. Manželská vyhláška (Severní Irsko) 2003 (Marriage Order (Northern Ireland) 2003) říká, že stejné pohlaví snoubenců je právní překážkou pro vstup do manželství. Manželský zákon (Skotsko) 1977 (Marriage Act (Scotland) 1977) obsahoval podobné ustanovení, dokud nebyl v r. 2014 pozměněn na zákon o manželství a registrovaném partnerství (Marriage and Civil Partnership (Scotland) Act 2014), který manželství mezi osobami stejného pohlaví již nezakazuje.
17. července 2013 podepsala královna Alžběta II. nový manželský zákon (Marriage (Same-Sex Couples) Act 2013). 10. prosince 2013 oznámila vláda Jejího veličenstva, že by se první stejnopohlavní svatby mohly začít konat od 29. března 2014.

### Registrované partnerství
V r. 2004 byl přijat zákon o registrovaném partnerství. Účinným se stal v prosinci 2005. Díky registrovanému partnerství němu získaly páry stejného pohlaví skoro stejná práva a povinnosti jako mají manželé. Přestože některá britská média tato partnerství interpretovala jako "gay marriages", vláda několikrát za sebou potvrzovala, že se o manželství nejedná.
Po nabytí účinnosti sekce 9 manželského zákona (stejnopohlavní páry) 2013 si mohou všechny registrované páry změnit svůj svazek na manželství.

### Wilkinson vs. Kitzingerová a ostatní
26. srpna 2003 uzavřeli dvě britské univerzitní profesorky Celia Kitzingerová a Sue Wilkinsonová v kanadské Britské Kolumbii manželství. Britské právo však odmítlo jejich manželství uznat. Po následném přijetí zákona o registrovaném partnerství získalo jejich kanadské manželství status registrovaného partnerství. Nicméně obě ženy usilovaly o uznání jejich manželství s tím, že jej uzavřely podle platné zahraniční legislativy, a že splňuje veškeré požadavky na uznání sňatku ze zámoří, a tudíž by s ním mělo být nakládáno stejně jako s heterosexuálním manželstvím. Registrované partnerství odmítly, protože manželství považovaly za praktičtější a hodnotnější, kdežto registrované partnerství jim přišlo jenom jako taková pomyslná náhražka. Právním zastupováním pověřily občanskoprávní skupinu Liberty. Její představitel James Welch uvedl, že se jedná o záležitost férovosti a rovnosti, pokud bude lesbické manželství uznané, a že by registrované partnerství mělo představovat pouze druhou z nejlepších alternativ právního rámce pro vzájemné soužití.
Vrchní soud v Londýně vydal rozsudek 31. července 2006, kde se usnesl na tom, že lesbickému zahraničnímu manželství nemůže být v Anglii a Walesu přiznán status manželství, nýbrž pouze registrovaného partnerství. Prezident Rodinné divize (Family Division) Sir Mark Potter jako důvod uvedl následující: "Trvalé svazky párů stejného pohlaví nejsou v žádném případě méněcenné, ale anglické právo je právně uznává jako registrovaná partnerství, nikoli jako konzervativní starobylou instituci manželství, která je dlouhodobě považovaná pouze za svazek jednoho muže a jedné ženy." Souhlasil však s tvrzením páru, že je diskriminován zákonem o registrovaném partnerství, ale celý případ uzavřel takto: "Rozsah, ve kterém zákon odlišně zachází se stejnopohlavními partnery, je legitimní, přiměřený a zcela kompatibilní se vzájemnou dohodou zemí respektujících Úmluvu o ochraně lidských práv a základních svobod." Generální prokurátor, druhý respondet, nařídil žalobykním zaplatit soudní výlohy ve výši 25 tisíc liber.
Wilkinsonová a Kitzingerová řekly, že jsou z rozsudku hluboce zklamané nejen kvůli nim samotným, nýbrž všem lesbickým a gay rodinám napříč celou Británií. Odmítání našeho manželství nijak nechrání heterosexuální manželství, ale pouze potvrzuje diskriminaci a znevažování LGBT lidí a jejich svazků jako méně perspektivních, než jsou ty heterosexuální; pro nás neexistuje žádná jiná alternativa, než plnohodnotné manželství, nikoli ze své podstaty odlišná a separátní instituce. Na závěr vyjádřily naději, že rozsudek nebude mít dlouhého trvání, a že je jenom otázkou času, kdy nadejde den, jímž nastane plná rovnost manželství. Zpočátku plánovaly se proti rozsudku odvolat, ale později od toho upustily z důvodu nedostatku financí.
Gay aktivista Peter Tatchell řekl, že agresivní opozice stejnopohlavního manželství ze strany establišmentu a soudní výlohy ve výši 25 tisíc liber poškozují dobré jméno britské vlády, která se prezentuje jako gay friendly. K výši soudních nákladů se navíc vyjádřil tak, že jsou příliš vysoké, a že jejich účelem je pouze odradit žalobkyně od dalšího odvolávání. Na závěr uvedl, že se cítí rozhořen, ale nikoli poražen, a že se jedná pouze o dočasný nezdar v dlouhé cestě za manželskou rovností.

## Debaty

### Aktivistické skupiny
Equal Marriage, kampaň za stejnopohlavní manželství ve Skotsku zahájila v r. 2008 Equality Network s cílem zpřístupnění sňatků homosexuálním párům a registrovaného partnerství heterosexuálním párům. V Anglii a Walesu se jako první kampaň za stejnopohlavní manželství zrodila iniciativa Equal Love založené Peterem Tatchellem v r. 2010. První hlavní opozicí stejnopohlavního manželství v Británii byla Skotsko za manželství (Scotland for Marriage) založená v r. 2011 následovaná Koalicí za manželství (Coalition for Marriage) v Anglii a Walesu založená v r. 2012. Následné kampaně pro a proti stejnopohlavním manželství vedly k zakládání širokého spektra různých organizací, včetně Koalice za rovné manželství a Out4Marriage založených v r. 2013 v Anglii. V Severním Irsku zahájili tamní LGBT aktivisté a politický aktivista Gary Spedding kampaň za stejnopohlavní manželství v červnu 2012 se zvláštním cílem změny sociálních postojů spolu s lobbyingem v Národním shromáždění Severního Irska za novelizaci manželské vyhlášky (Severní Irsko) z r. 2003 (Marriage Order (Northern Ireland) 2003).

### Politické strany
Konzervativci: Během probíhající politické kampaně v rámci všeobecných voleb 2010 řekl stínový lord státní pokladny George Osborne, že by se konzervativní vláda měla konečně pokusit vypořádat s otázkou konce zákazu stejnopohlavního manželství navzdory kritice, že by neměl dávat takové specifické předvolební sliby. 4. května 2010 publikovala strana dokument s názvem "Kontrakt rovnosti (Contract for Equalities)", který sliboval, že se strana bude zabývat tím, zda uznávat registrované partnerství jako manželství, vyhraje-li volby.
Labouristé: V r. 1985 byla na konferenci Labouristické strany v Bournemouthu poprvé přijata rezoluce na podporu LGBT práv. Důvodem tohoto prodlení byla blokace hlasování ze strany Národního svazu horníků (National Union of Mineworkers). V dubnu 2010 odpovědala labouristická ministryně rovných příležitostí Harriet Hermanová, že stejnopohlavní manželství považuje za ožehavé téma, že vládu čeká ještě dlouhá cesta k tomu, aby se ke gay právům postavila tak, jak má. Předseda vlády Gordon Brown řekl, že by vláda neměla povolit stejnopohlavní sňatky kvůli obavám z oddělení církve od státu a otázek náboženské svobody obecně. Během předvolební kampaně labouristů se každý jejich kandidát vyjádřil pro přijetí reforem vedoucích ke stejnopohlavnímu manželství. Poté, co se do čela Labouristické strany postavil Ed Miliband stalo se toto téma součástí její politické platformy, včetně poptávky po konzultacích na toto téma v jakékoli nově sestavené vládě Jejího veličenstva a následnému přijetí příslušné legislativy hned, jakmile to bude možné.
Liberální demokraté: Předseda Nick Clegg řekl v r. 2009, že jeho strana podpoří takový zákon. 4. července 2009 napsal Clegg v článku pro LabourList, že ačkoli lze považovat registrované partnerství za krok vpřed, tak teprve v momentě, kdy bude manželství přístupné i párům, si budeme moci říci, že je s homosexuálními i heterosexuálními páry zacházeno zcela stejně. Po tomto projevu spustila LGBT pracovní skupina LGBT+ Liberální demokraté petici s názvem "Manželství bez hranic" požadující odstranění veškerých genderových omezeních jak v manželství, tak i registrovaném partnerství, nejen v Británii, ale i Evropě a postupem času i ve světě. Sběr podpisů pod petici se zahájil na festivalech Manchester Pride a Reading Pride v r. 2009. Online petice se zpřístupnila v lednu 2010, jejíž součástí byl i rozhovor s Cleggem v magazínu Attitude, kde znovu potvrdil svojí podporu rovnému manželství. Nicméně nejednalo se o manifest celé strany. V rozhovoru z července 2010 předseda poslaneckého klubu Liberální demokracie Simon Hughes potvrdil, že koaliční vláda plánuje zpřístupnit manželství homosexuálním párům. Bylo by dobré, kdyby se léta 2010 a 2011 zapsaly do dějin Velké Británie jako historické mezníky, kdy se občanský sňatek stal otevřeným jak párům různého pohlaví, tak i stejného pohlaví... Stát by jim měl dát rovnost. Teď jsme teprve na půli cestu. Myslím si, že bychom se měli k tomuto odhodlat ještě za tohoto parlamentu.
Skotští liberální demokraté: Na jarní konferenci r. 2010 byl přijat podnět ke skotské vládě, aby umožnila homosexuálním párům uzavírání sňatku, s odůvodněním, že jejich vyjmutí z manželství představuje diskriminaci, se kterou je nutné skončit. V září 2010 se Liberální demokracie na své podzimní federální konferenci usnesla na začlenění stejnopohlavního manželství do své stranické politiky na úrovni Westminsteru.
Zelení: 22. května 2009 vyzvala Zelená strana k ukončení zákazu občanského sňatku mezi lidmi stejného pohlaví jak v Británii, tak i dalších členských zemích EU. Předsedkyně strany Caroline Lucasová řekla, že její strana chce dosáhnout manželství pro páry stejného pohlaví, a že manželské stejnopohlavní páry cestující napříč Evropou by měly mít nárok na uznání jejich svazku stejně jako manželské heterosexuální páry. Peter Tatchell, který tou dobou kandidoval za Oxford East, uvedl, že různé partnerské zákony v Evropě jsou matoucí pojmy, a že pro většinu lesbických a gay párů jsou tak jejich práva a povinnosti limitovány. Nejlepší a nejuniverzálnější systém právního rámce pro partnerství je občanský sňatek. Všechno ostatní je pouze druhořadé a diskriminační, "uvedl Tatchell v závěru svého projevu.

### Náboženské obce
Na každoročním setkání v r. 2009 se Kvakeři rozhodli začít žehnat před Bohem jak heterosexuálním, tak i homosexuálním svazkům, a umožnit jim církevní svatební obřad, čímž se zapsali do dějin jako první mainstreamová britská církev, která takto učinila. Tou dobou zákony neumožňovaly úřadům sezdávat páry stejného pohlaví jako manželské páry, ale Kvakeři řekli, že ani zákony jim nezabrání v tom, aby hráli centrální roli v žehnání homosexuálním párům a sezdávání jejich svazků jako manželských před Bohem. Zároveň také vyzvali vládu, aby přijala příslušnou legislativu, která církevní stejnopohlavní manželství uzná. Na společné tiskové konferenci v r. 2012 podpořily Kvakeři, Liberální judaisté a Unitáři legislativu vedoucí k legalizaci stejnopohlavních sňatků.
3. prosince 2013 obdržela Nizozemská církev v Londýně potvrzení o tom, že je oprávněná k oddávání párů stejného pohlaví.
Největší křesťanské denominace se celkově vyjádřily proti legalizaci stejnopohlavního manželství. Představitelé Katolické církve Anglie a Walesu byli nejhlasitějšími odpůrci a vyzývali své kněze i školy, aby zahájili sběr podpisů pod petici proti vládním plánům. Stejně se zachovala i Skotská katolická církev. Představitelé Anglikánské církve jsou taktéž velcí odpůrci stejnopohlavního manželství. Při jeho přijímání dokonce vyjádřili i obavu z toho, že oslabí církevní pozici, a že povede k oddělení církve od anglického státu. Metodistická církev Velké Británie odpověděla na vládní konzultace stejnopohlavního manželství tak, že metodistické církve se v posledních 20 letech naučily respektovat gay a lesbické páry, včetně jejich svazků. Nazývat je však svazky "manželskými" rozhodně nehodlá.
Muslimská rada Velké Británie zahájila kampaň proti legalizaci stejnopohlavního manželství s názvem "Muslimové bránící manželství". Hlavní rabín lord Sacks a Rabínský koncil se taktéž vyjádřil proti stejnopohlavnímu manželství s tím, že odporuje židovskému právu.

### Veřejné mínění
Průzkumy veřejného mínění obecně ukázaly, že stejnopohlavní manželství má u většiny Britů podporu.
Statistika organizace Gallup z r. 2004 ukázala, že 52 % Britů souhlasí s manželstvím mezi homosexuály, zatímco 45 % je proti. Stejný výzkum ukázal, že 65 % respondentů přiznává homosexuálním párům právo na registrované partnerství. Eurobarometr z r. 2006 ukázal, že 46 % Britů souhlasí s legalizací stejnopohlavního manželství napříč celou Evropou, což je o něco více, než průměr EU 44 %. Anekta ICM Research publikovaná v září 2008 v Observeru ukázala, že 55 % Britů by přiznalo homosexuálním párům právo na sňatek, zatímco 45 % by bylo proti.
Průzkum veřejného mínění uskutečněný v červnu 2009 společností Populus pro The Times ukázala, že 61 % britské veřejnosti souhlasí s tím, že homosexuální páry by měly mít rovné právo na sňatek, nikoli jenom na registrované partnerství, zatímco 33 % nesouhlasilo. Největší podpora byla znát ve věkové skupině 25-34 let, kde 78 % souhlasilo a 19 % nesouhlasilo. Nejmenší byla u respondentů starších 65 let, kde 37 % souhlasilo a 52 % nesouhlasilo. Muži a ženy souhlasili a nesouhlasili přibližně stejně, ale u žen (67 %) byla podpora o něco větší, než u mužů (55 %). Co se týče volebního preferencí tak homosexuálním párům by právo na sňatek přiznalo 73 % liberálních demokratů, 64 % labouristů a 53 % toryů neboli konzervativců.
Průzkum Agnus Reid z července 2010 ukázal, že 78 % by homosexuálním párům přiznala buď právo na manželství nebo na registrované partnerství s tím, že 41 % by bylo pro manželství a 37 % pro registrované partnerství. Podpora žádného právního rámce pro homosexuální páry od srpna 2009 klesla o 3 %.
Podle Scottish Social Attitudes Survey z r. 2010 podporovalo 61 % Skotů stejnopohlavní manželství, 19 % bylo proti a 18 % nemělo jasný názor. Ve stejném výzkumu r. 2002 se pro stejnopohlavní manželství vyslovilo 42 % Skotů. V r. 2006 podpořilo stejnopohlavní manželství 53 % Skotů.
V červenci 2011 ukázal reprezentativní výzkum Angus Reid Public Opinion, že 43 % Britů je přesvědčeno o tom, že by homosexuální páry měly ve Velké Británii mít možnost uzavřít manželství, 34 % by jim místo něj přiznalo právo na registrované partnerství a 18 % by jim nepřiznalo žádný právní rámec jejich soužití.
Anketa publikovaná společností YouGov v březnu 2012 ukázala, že 43 % respondentů podporuje stejnopohlavní manželství, zatímco 32 % je pro registrované partnerství a 16 % odmítá jakékoli právní uznání homosexuálních svazků. Podpora byla největší mezi ženami, mladými lidmi a voliči Skotské a Liberální demokracie. Podpora byla nejmenší u dělnické třídy, starší generace, toryů a mužů. Ve stejném průzkumu souhlasilo 62 % respondentů s tím, že homosexuální vztahy mají stejnou hodnotu jako heterosexuální vztahy, ale 47 % z nich přiznalo Anglikánské církvi právo na obranu tradičního manželství, zatímco 37 % bylo proti.
Černová anketa YouGov indikovala vzrůstající podporu LGBT práv u Britů. Podle ní vzrostla podpora stejnopohlavního manželství na 71 %. YouGov v prosinci 2012 shledal, že 55 % populace je pro stejnopohlavní manželství.
Další průzkum z května 2013 potvrdil veřejnou podporu příslušnému návrhu, tedy 53 % respondentů. Podobný výzkum u května ukázal podobnou úroveň podpory (54 %) a taktéž shledal, že 58 % těch, kteří považují stejnopohlavní manželství za důležitou předvolební otázku, bude volit podle toho, která strana jej podpoří. Ipsos z května 2013 ukázal, že 55 % Britů podporuje stejnopohlavní manželství.
Statistika zveřejněná v březnu 2014 v rádiu BBC ukázala, že 68 % resondentů podporuje stejnopohlavní manželství, zatímco 26 % je proti. Šetření rovněž ukázalo, že mladí lidé jsou obecně víc podporující. 80 % věkové skupiny 18-34 let bylo pro stejnopohlavní manželství, zatímco u osob starších 65 let bylo podporujících 44 %. 75 % žen bylo pro stejnopohlavní manželství, zatímco mužů bylo 61 %.
Eurobarometr z r. 2015 ukázal, že 71 % Britů by souhlasilo s legalizací stejnopohlavního manželství napříč celou Evropou, zatímco 24 % bylo proti.

## Anglie a Wales

Ilustrativní mapa hlasování poslanců britského parlamentu při druhém čtení návrhu novely manželského zákona (stejnopohlavní páry), 5. únor 2013.
Labouristé/Liberální demokraté/Zelení/Respect/PC/SDLP/Alliance hlasující pro
Konzervativci hlasující pro:
Konzervativci hlasující pro obojí
Konzervativci/DUP/Individuální unionistka hlasující proti
Labouristé/Liberální demokraté hlasující proti: 26
Nehlasovali: 74
Prázdné křeslo: 2

17. září 2011 oznámila na konferenci Liberálně demokratické strany Lynne Featherstoneová, že by se vláda v březnu 2012 měla začít zabývat implementací rovných občanských sňatků pro páry stejného pohlaví spolu s přijetím dalších souvisejících právních předpisů v nadcházejícím volebním období. Nově zvolený konzervativní premiér David Cameron, který byl už dříve známý svojí podporou stejnopohlavních svazků, vyjádřil na konferenci Konzervativní strany dne 5. října 2011, že jako její předseda podpoří legislativu vedoucí k uzákonění stejnopohlavních svazků.
12. března 2012 zahájila vláda Jejího veličenstva konzultace na téma občanských sňatků pro všechny v Anglii a Walesu. Vládní návrhy byly následující:
- zpřístupnění občanských sňatků párům stejného pohlaví s tím, že svatební obřad bude možné uskutečňovat pouze na půdě orgánů veřejné moci, případně jiných příslušných místech (například obřadní síň v hotelu apod.);
- žádný zásah do církevních sňatků. Ty zůstanou i nadále definovány jako svazek jednoho muže a jedné ženy;
- ponechat stávající registrovaná partnerství párů stejného pohlaví s tím, že jejich soužití půjde po předložené žádosti změnit na manželství.
- registrované partnerství bude i nadále možné uzavřít před Bohem na dobrovolné bázi jednotlivých náboženských skupin a bez náboženského obsahu; a
- umožnit jednotlivcům procházejícím změnou pohlaví zůstávat v již existujícím manželství.

### Podpora
V r. 2010 se Zelená strana Anglie a Walesu, Liberální demokraté a Plaid Cymru vyjádřily pro stejnopohlavní manželství na svých stranických konferencích.
Následující skupiny a jedinci vyjádřili podporu legalizaci stejnopohlavního manželství v Anglii a Walesu:
- Zelená strana Anglie a Walesu;[79]
- Liberální demokraté;[80]
- Labouristická strana[81];
- Plaid Cymru;[82]
- The Times;[83]
- The Guardian;[84]
- The Independent, který stál za kampaní Equal Partners.[85]

16. ledna 2013 oznámila Koalice za rovné manželství, že se jí podařilo získat většinovou podporu stejnopohlavnímu manželství v Dolní sněmovně Spojeného království.

### Opozice
Následující politické strany se vyjádřily proti legalizaci stejnopohlavního manželství v Anglii a Walesu:
- Demokratická unionistická strana;[87]
- Britská národní strana odmítá jak stejnopohlavní manželství, tak i registrované partnerství;[88]
- Strana nezávislosti Spojeného království;[89]

### Jiné
Následující strany nezaujaly žádné oficiální stanovisko, ani neutralitu s tím, že by se celou záležitostí měli zabývat převážně zákonodárci Anglie a Walesu:
- Konzervativní strana: starší Konzervativci, včetně Davida Camerona, Williama Hague, George Osborne a Theresy Mayové manželství pro všechny sice podpořili,[90][91] ale strana jako taková se k záležitosti postavila nekonzistentně. Více než polovina konzervativních poslanců se ve druhém čtení vyjádřila proti,[92][93] ačkoli podle průzkumů většina konzervativních voličů návrh podporovala;[94]
- Skotská národní strana není příslušná hlasovat o záležitostech Anglie a Walesu, a tudíž se hlasování nezúčastnila. Nicméně už v té době se skotská vláda zabývala legalizací stejnopohlavního manželství ve Skotsku;[93]
- Sinn Féin jsou abstentionisté, a tudíž v Dolní sněmovně nezaujali místo, případně nehlasovali. Severoirské shromáždění odmítlo návrh předložený stranami Sinn Féin a Zelenou stranou Severního Irska. Veškeré pokusy o legalizaci stejnopohlavního manželství v Severním Irsku blokují Demokratická unionistická strana a Ulterská unionistická strana.[87]

### Výsledky
11. prosince 2012 zveřejnila vláda Jejího veličenstva odpovědi na konzultace. Z 228 tisíc odpovědí na konzultace získaných online, elektronickou poštou se 53 % vyjádřilo pro rovný občanský sňatek všech párů, 46 % bylo proti a 1 % si nebylo jisto, a tudíž neodpovědělo na otázku. Vláda taktéž potvrdila obdržení devíti petičních archů od náboženských skupin a organizací jako je například Koalice za manželství s více než 500 tisíci podpisy na podporu tradičního pojetí manželství.

### Legislativa
11. prosince 2012 oznámila ministryně žen a rovných příležitostí Maria Millerová, že vláda předloží návrh zákona o stejnopohlavním manželství v Anglii a Walesu začátkem r. 2013. V reakci na konzultační výsledky se návrhy rozšířily o umožnění náboženským organizacím oddávat homosexuální páry, pokud chtějí. Nedotknutelnost ochrany náboženské svobody je v zákoně čtyřikrát potvrzená. Jedná se o:
- podle zákonného ustanovení je nepřípustné jakoukoli náboženskou organizaci nebo jednotlivce nutit k oddávání párů stejného pohlaví, jakkoli omezovat jeho náboženskou svobodu, či podporovat takové jednání;
- každá náboženská organizace je oprávněná se sama rozhodnout, zda implementuje do své interní politiky oddávání párů stejného pohlaví před Bohem s tím, že individuální duchovní mohou i nadále odmítat oddávání takových párů navzdory tomu, že jejich náboženská organizace zastává jiný názor;
- novela zákona o rovnosti (Equality Act 2010) říká, že je nepřípustné jakkoli diskriminovat náboženské organizace nebo jednotlivé duchovní za odmítání oddávat páry stejného pohlaví, či využívat jejich prostory pro účely svatebních obřadů párů stejného pohlaví; a
- potvrzení faktu, že legislativa neprolomí kanonické právo Anglikánské církve a Velšské církve, tzn. že dokud nedojde ke změně kanonického práva budou obě církve chráněny před státním vymáháním sezdávání párů stejného pohlaví před Bohem v budoucnu.[95]

Vláda Jejího veličenstva se v odpovědích na konzultace vyjádřila o příslušnosti Evropského soudu pro lidská práva zasahovat do náboženské svobody církví v záležitosti stejnopohlavních párů takto:
| „ | Precedenční právo Evropského soudu pro lidská práva i Úmluva o lidských právech a základních svobodách potvrzují nedotknutelnost náboženské svobody. Naše legislativa potvrdí, že žádný z našich soudů, ani Štrasburk nebudou moci nutit náboženské organizace oddávat páry stejného pohlaví proti jejich vůli. Rovněž potvrzujeme, že veškeré pokusy o prolomení tohoto budou moci být směřovány pouze proti vládě, nikoli proti náboženským organizacím, čímž se zajistí také ochrana jejich rozpočtu, který by jinak musely použít na soudní náklady. | “ |

24. ledna 2013 byl v Dolní sněmovně projednáván návrh novely manželského zákona (stejnopohlavní páry) (Marriage (Same-Sex Couples) Bill) ministryně Maria Millerové. K závěrečné debatě následované hlasováním došlo při druhém čtení 5. února. Návrh obsahoval některé výjimky od manželství mezi mužem a ženou: ustanovení o rozvodu, za nevěru (obdobně jako u heterosexuálního manželství) se považuje pouze soulož s osobou opačného pohlaví, nezájem o intimní život nelze považovat za důvod k rozvodu stejnopohlavního manželství.
5. února 2013 byl návrh přijat Dolní sněmovnou při druhém čtení v poměru hlasů 400:175.
Návrh byl celkem třináctkrát projednáván Komisí pro manželský zákon (stejnopohlavní páry) (Marriage (Same-Sex Couples) Bill Committee) založená za účelem podrobného přezkumu a práce na návrhu. Návrh prošel komisemi 12. března 2013 a 20.-21. května 2013 byla v Dolní sněmovně předčítána komisionální zpráva. Třetí čtení se pak konalo 21. května. Ve finálním hlasování pak návrh prošel poměrem hlasů 366:161. Ten samý den se pak navečer stal návrh předmětem jednání Sněmovny lordů.
4. června byl návrh ve fázi druhého čtení Sněmovny lordů, kde se nestal prakticky předmětem žádného podporu. Lord Dear však využil práva "vyprošťovací změny" (wrecking amendment), čímž došlo k odmítnutí návrhu poměrem hlasů 390:148 a jeho vrácení komisím.
Návrh prošel Sněmovnou lordů ve třetím čtení 15. července 2013. Následující den přistoupila Dolní sněmovna na všechny pozměňovací návrhy Sněmovny lordů. Návrh takto prošel oběma komorami Parlamentu Spojeného království a k plné implementaci mu zbýval ještě souhlas královny, která jej podepsala 17. července 2013.
10. prosince 2013 oznámila ministryně kultury, médií a sportu Maria Millerová, že by k prvním svatbám párů stejného pohlaví v Anglii a Walesu mělo dojít 29. března 2014. Páry, které si přály být oddány jako první, potřebovaly do 13. června 2014 získat formální souhlas. Od 13. března 2014 jsou páry stejného pohlaví oddané v zámoří v Anglii a Walesu uznávány. Části zákona umožňující změnu stávajících registrovaných partnerství na manželství a zachování stávajícího manželství, pokud jeden z páru prochází změnou pohlaví, se stal účinným 10. prosince 2014. Stejnopohlavní manželství v Anglii a Walesu začalo platit od půlnoci 29. března 2014.

## Skotsko
Parlament Spojeného království není příslušný rozhodovat o rodinném právu ve Skotsku. Kompetencí měnit zákon o manželství disponuje pouze Skotský parlament.

### Petice
V lednu 2009 zahájil Nick Henderson, ředitel skotské LGBT organizace LGBT Network, sběr podpisů pod petici předloženou skotskému parlamentu. Cílem petice byla změna zákona, který znemožňuje párům stejného pohlaví uzavřít sňatek, novelou skotského Manželského zákona (Marriage (Scotland) Act 1977). Kromě tohoto požadovala petice také legalizaci homosexuálních svatebních obřadů v kostelech, pokud k tomu příslušná náboženská skupina dá souhlas. Kromě podpory předsedkyně Labouristické strany v Evropském parlamentu, europoslankyně a bývalé gay aktivistky Glenis Willmottové se pod petici podepsali také Celia Kitzingerová a Sue Wilkinsonová a osm církevních představitelů ze Skotské a episkopální církve. Jeden z velice vážených reverendů Kevin Holdsworth, probošt Skotské episkopální církve Katedrály Svaté Marie v Glasgow, se taktéž vyjádřil pro oddávání párů stejného pohlaví ve svém kostele. Ten se pak následně stal klíčovým podporovatelem petice. K podpoře petice se přidal také Labourista ve Skotském parlamentu George Foulkes, baron z Cumnocku. Sběr podpisů byl 6. března uzavřen. Do té doby se podařilo nasbírat 1007 podpisů.
Následně se pak 17. března 2009 Komise Skotského parlamentu usnesla na tom, že by se začít řešit otázka novely skotského manželského zákona (Marriage (Scotland) Act 1977) legalizující stejnopohlavní sňatky. V závěrečné komisionální zprávě je připomenuto, že pokud taková legislativa neprojde, měl by k tomu být dán objektivní důvod.
V březnu 2009 krátce před postoupením petice LGBT Network Skotskému parlamentu zahájila Národní unie skotských studentů (National Union of Students Scotland) kampaň za rovné manželství (Equal Marriage Campaign) podobnou petici ležící ve Skotském parlamentu a kromě stejnopohlavního manželství požadující také heterosexuální registrované partnerství ve Skotsku. Na rozdíl od svého protějšku nečinila tato petice žádný rozdíl mezi občanským a církevním sňatkem. Kampaň získala podporu několika poslanců a europoslanců, jakož i aktivistických organizací a osobností. Sběr podpisů byl uzavřen 1. září 2009 se získaným 1 317 počtem podpisů.. 8. září se Petiční komise Skotského parlamentu začala po letních prázdninách zabývat peticí, kterou pak následně předala vládě s požadavkem na odpověď specifických bodů obou peticí a následnou diskusi.
1. prosince 2009 se Petiční komise rozhodla setkat s členy vlády a zakladateli petice. Předmětem jednání bylo hlavně to, zda by neměla vláda sestavit poradní výbor, který by se zabýval kontroverzními částmi. Vláda petici odmítla s tím, že legalizace stejnopohlavního manželství pouze ve Skotsku by znamenala podstatný zásah do záležitostí řešených na národní úrovni - imigrace, sociální systém a dědické právo. Představitelka vládní jednotky za rovnost Hilary Thirdová taktéž připomněla, že legalizací rovného manželství ve Skotsku by vznikaly "složité situace", neboť toto zatím není legální v Anglii a Walesu. V r. 2011 oznámila vláda Jejího veličenstva, že se legalizací stejnopohlavního manželství v Anglii a Walesu začne zabývat v březnu 2012.

### Konzultace
Od září do prosince 2011 se ve Skotském parlamentu konaly konzultace na toto téma poté, co Scottish Social Attitudes Survey ukázal, že 60 % Skotů podporuje legalizace stejnopohlavního manželství. Předmětem konzultací byla kromě zrušení náboženských zákazů pro registrované partnerství také legalizace stejnopohlavních sňatků v zemi. V předmluvě ke konzultačnímu dokumentu se první náměstkyně ministra Nicola Sturgeonová vyjádřila takto:
"Skotska vláda je už na začátku této diskuse schopná zaujmout jasné stanovisko. V otázce uzavírání registrovaného partnerství před Bohem se přikláníme k tomu, že by nemělo být znepřístupněno stejnopohlavním párům. Pokud jde o stejnopohlavní manželství, tak by stejnopohlavní páry měly mít taktéž svobodu volby, zda do něj chtějí vstoupit, pokud chtějí takto demonstrovat své soužití před okolím. Zastáváme taktéž názor, že by žádný orgán církve neměl být nucen k uskutečňování obřadů stejnopohlavního manželství nebo registrovaného partnerství na své půdě."
Na rozdíl od anglické a velšské konzultace se pouze Skotsko zabývalo otázkou stejnopohlavního manželství v náboženském kontextu. 10. prosince 2011 zveřejnil skotský týdeník The Scotsman 50 tisíc odpovědí z celé země.. Ve skutečnosti jich bylo finální ukončení sběru získáno 77 508. Vláda prezentovala výsledky a analýzy konzultace v červenci 2012. Respondenti, kteří odmítali stejnopohlavní manželství, tvořili 67 % většinu. Nicméně 14 869 (19 %) odpovědí nepocházelo ze Skotska a 26 383 (34 %) bylo předložených na předtištěné pohlednici, nikoli na řádném formuláři.

### Legislativa
25. července 2012 oznámila skotská vláda, že se začne zabývat legalizací občanských a církevních sňatků párů stejného pohlaví. Kromě tohoto zdůraznila, že se nová legislativa nijak nedotkne náboženských svobod církví, ani individuálních klerikálů, kteří nesmějí být nuceni k oddávání párů stejného pohlaví, ani k vykonávání takových svateb ve svých prostorách. Dále přislíbila spolupráci s Westminsterským palácem na přijetí nezbytných změn zákona o rovnosti (Equality Act), které tuto ochranu budou přímo garantovat.
27. června 2013 předložila skotská vláda vlastní návrh novely zákona o manželství a registrovaném partnerství (Marriage and Civil Partnership (Scotland) Bill) skotskému parlamentu. Aktivisté za LGBT práva oslavující před britským parlamentem 15. července 2013, kde Sněmovna lordů právě schválila manželský zákon (stejnopohlavní páry) (Marriage (Same-Sex Couples)), deklarovali že budou i nadále pokračovat v kampani za rozšíření stejnopohlavního manželství do zbývajících zemí Spojeného království - Skotska a Severního Irska.
Většina členů skotského parlamentu deklarovala podporu stejnopohlavního manželství, včetně předsedů všech zastoupených stran: Alex Salmond (Skotská národní strana); skotská premiérka Johann Lamontová (Skotská labouristická strana), Ruth Davidsonová (Skotská konzervativní strana), Willie Rennie (Skotští liberální demokraté) a Patrick Harvie (Zelení).
Návrh prošel skotským parlamentem rychle s cílem získání královnina podpisu do března 2014. Komise rovných příležitostí (The Equal Opportunities Committee) překoumávala návrh od 5. - 7. listopadu s následně vydanou zprávou publikovanou 8. listopadu. 20. listopadu byl návrh přijat v první fázi poměrem hlasů 98:25 a 5 zdrženími se. Z 98 poslanců hlasujících "ano" bylo 52 členy Skotské národní strany, 31 Labouritické strany, 7 Konzervativní strany, 4 Liberálně-demokratické strany, 2 Zelené strany a 2 nezávislí. Z 15 hlasujících "ne" bylo 6 členů Skotské národní strany, 8 Konzervativní strany a 1 Labouristické strany. Z 5 poslanců, kteří se zdrželi, byli dva členy Skotské národní strany a 3 členy Labouristické strany.
Návrh byl vrácen Komisi pro rovné příležitosti (Egual Opportunites Committee) ve druhé fázi. Komise přezkoumala návrh 19. prosince 2013 a zrušila několik pozměňovacích návrhů předložených odpůrci legislativy. Komise pokračovala ve druhé fázi 16. ledna 2014. Finální fáze debaty a následné hlasování se pak odehrály 4. února 2014. Návrh byl přijat poměrem hlasů 105:18 a žádným zdržením se. Návrh pak 12. března 2014 podepsala královna pod názvem zákon o manželství a registrovaném partnerství (Skotsko) 2014 (Marriage and Civil Partnership (Scotland) Act 2014). První homosexuální svatba se konala 31. prosince 2014.

## Severní Irsko
Stejnopohlavní manželství není v Severním Irsku legalizované po několika záporných a jednom kladném stanoviscích Severoirského shromáždění. Stejnopohlavní manželství má zde status registrovaného partnerství. V současné době se objevují pokusy o přijetí severoirského zákazu stejnopohlavního manželství

### Navržená legislativa
Legislativa vedoucí k uzákonění stejnopohlavních sňatků v Severním Irsku byla od r. 2012 projednávána celkem pětkrát. Ve čtyřech případech se pouze malá část zákonodárců vyslovila pro stejnopohlavní manželství, vyjma nejaktuálnějšího hlasování v listopadu 2015, kde většina hlasovala pro. 27. dubna 2015 se v Severoirském shromáždění hlasovalo o stejnopohlavním manželství znovu. Iniciátorem byla strana Sinn Féin. Shromáždění návrh nakonec zamítlo v poměru hlasů 49:47, přičemž proti hlasovali všichni členové Demokratické unionistické strany, zatímco Sinn Féin, Zelená strana Severního Irska a NI21 hlasovala pro.
2. listopadu 2015 se o stejnopohlavním manželství hlasovalo znovu. Shromáždění jej přijalo v poměru hlasů 53:51, což byl první případ, kdy se pro stejnopohlavní manželství vyslovila většina zákonodárců. Nicméně Demokratická strana využila práva mezikomunitního hlasování (cross-community vote), které požaduje podporu ze stran hájících zájmy obou komunit - nacionalistů a unionistů.
Sinn Féin oznámila, že by se otázka stejnopohlavního manželství měla stát prioritou v příštích volbách do Shromáždění Severního Irska v květnu 2016. 23. června 2016 oznámil ministr financí Máirtín Ó Muilleoir, že se pokusí přimět zbytek vládního kabinetu k předložení vlastního návrhu zákona o stejnopohlavním manželství. V závěru zdůraznil, že mu bude milejší takové změny prosazovat prostřednictvím legislativního procesu, než přes soudy. V říjnu 2016 potvrdila první ministryně Arlene Fosterová, že Demokratická unionistická strana bude i nadále pokračovat ve své opozici stejnopohlavního manželství s využitím práva mezikomunitního hlasování v nadcházejících pěti letech. Nicméně ve volbách do Národního shromáždění v březnu 2017 obhájili unionisté méně než 30 mandátů, čímž ztratili právo blokace návrhu prostřednictvím mezikomunitního hlasování.

### Právní výzvy
Z důvodu dlouhodobého a trvalého nezájmu místních zákonodárců přijmout zákon o sňatcích párů stejného pohlaví a existujícího zákona uznávajícího stejnopohlavní manželství uzavřené v jiných částech Spojeného království pouze jako registrovaného partnerství se místní LGBT skupiny rozhodli umožnit stejnopohlavním párům uzavírat manželství soudní cestou.
V lednu 2015 dal homosexuální pár oddaný v Anglii, který se přesídlil do Severního Irska, žalobu na uznání jejich manželství v tomto regionu.
V listopadu a prosinci 2015 se Nejvyšší soud Severního Irska zabýval dvěma žalobami o zákazu stejnopohlavního manželství. Žalobci, jeden lesbický pár a jeden gay pár, Grainne Closeová a Shannon Sicklesová a Chris a Henry Flanaganovi-Kanemovi svojí žalobu zdůvodňují tím, že severoirský zákaz stejnopohlavního manželství porušuje jejich lidská práva. Případ probíhal spolu s lednovou žalobou taktéž dvou mužů oddaných v Anglii a přesídlivších do Severního Irska, po němž požadují uznání manželství. Soud řekl, že rozsudek vydá po Vánocích.

### Veřejné mínění
Statistika zveřejněná v září 2014 v Belfast Telegraphu ukázala, že 40,1 % populace podporuje stejnopohlavní manželství, 39,4 % je proti a 20,5 % nemá jasný názor. Z těch, kteří se přece jenom nakonec vyjádřili, by 50,5 % bylo pro a 49,5 % pro. Výzkum z května 2015 ukázal, že 68 % populace podporuje stejnopohlavní manželství. Nejvíc podporovatelů 75 % bylo zaznamenáno v hlavním městě Belfastu. 13. června 2015 proběhla velká masová akce organizovaná Irským kongresem odborů, Amnesty International a Duhový projekt s účastí 20 tisíc osob. Anketa z června 2016 ukázala 70 % podporu stejnopohlavnímu manželství a 22 % opozici.

## Manželské statistiky
V období od 29. března do 30. června 2014 bylo uzavřeno celkem 1 409 stejnopohlavních manželství, z toho 56 % bylo lesbických (796) a zbývajících 44 % bylo gay (613). Koncem roku 2014 bylo v Anglii a Walesu oddáno celkem 5 000 homosexuálních párů.
Od března 2014 do října 2015 bylo přibližně 15 000 homosexuálních párů oddáno v Anglii a Walesu, z toho 7 366 byla registrovaná partnerství měněná na manželství. 55 % těchto manželství bylo uzavřených mezi ženami a 45 % mezi muži. Během této doby se výrazně snížil zájem o registrované partnerství. Například v Cheshiru se podle statistik uzavře každý rok v průměru 70 registrovaných partnerství. V r. 2015 klesl tento počet na 4.
V prvních pěti měsících po účinnosti zákona o manželství a registrovaném partnerství (Marriage and Civil Partnerships (Scotland) Act 2014) bylo ve Skotsku uzavřeno 462 stejnopohlavních manželství. Stejnopohlavní manželství tak činí 12 % všech manželství uzavřených tou dobou. Podobně jako v Anglii a Walesu se i ve Skotsku výrazně snížil zájem o registrované partnerství.
V březnu 2016 zveřejnil National Records of Scotland statistiku všech stejnopohlavních manželství uzavřených ve Skotsku. Jejich počet byl 1 671, z toho 935 představovala měněná registrovaná partnerství a 736 nová manželství.

## Církevní sňatky
Naprostá většina církevních obcí ve Spojeném království nesezdává homosexuální páry před Bohem. Pouze některé menší křesťanské denominace jako jsou Nizozemská církev v Londýně, kvakeři a unitáři.
Dále také Liberální judaisté a Hnutí za reformu judaismu taktéž oddávají páry stejného pohlaví ve svých náboženských prostorách a podporují kampaně za stejnopohlavní sňatky.
V květnu 2016 požádala Oasis Church Waterloo v Londýně o licenci, která by jí umožnila sezdávat páry stejného pohlaví před Bohem. „Oasis Church ve Waterloo se konečně rozhodla. Sice nám to chvíli trvalo, ale nyní už konečně víme, co chceme dělat," řekl pastor Steve Chalke.
V červnu 2016 se Skotská episkopální církev stala první anglikánskou církví, která začala oddávat homosexuální páry ve svých náboženských prostorách. Generální synoda hlasovala pro přijetí rezoluce za zahájení diskuze v rámci sedmi diecézí na téma odstranění doktríny, podle níž je manželství pouze svazek jednoho muže a jedné ženy. Rezoluci podpořilo 5 ze 7 biskupů, 69 % klerikálů a 80 % světců.
V červenci 2016 hlasovala United Reformed Church pro církevní sňatky párů stejného pohlaví. Církev se 60 000 členy a 1 400 farními sbory se tak stala největší křesťanskou organizací ve Spojeném království, která oddává stejnopohlavní páry před Bohem.

## Konzulární manželství
Po přijetí nařízení o konzulárním manželství podle zahraničních zákonů 2014 (Consular Marriage and Marriages under Foreign Law Order 2014) lze konzulární manželství uzavírat v těch zemích a teritoriích mimo Spojené království, které vyrozuměly státního tajemníka, že neexistuje žádná překážka v jejich právním řádu pro jeho uzavírání, a které následně svůj přístup nezměnily. V současné době smějí páry stejného pohlaví uzavírat konzulární manželství v těchto 26 zemích: Austrálie, Ázerbájdžán, Bolívie, Kambodža, Chile, Černá Hora, Čína, Kolumbie, Kostarika, Dominikánská republika, Estonsko, Filipíny, Japonsko, Kosovo, Litva, Lotyšsko, Maďarsko, Mongolsko, Německo, Nikaragua, Peru, Rusko, San Marino, Srbsko, Seychely a Vietnam.

## Britská korunní závislá území a Zámořská území Spojeného království
Přístup k manželství je ve třech Britských korunních závislých území a čtrnácti Zámořských území Spojeného království různý.

### Korunní závislá území
- Man - stejnopohlavní manželství je legální. Zákon legalizující stejnopohlavní sňatky přijal House of Keys 8. března 2016 a Legislativní rada 26. dubna 2016.[173][174] Nová legislativa získala královský souhlas a účinnou se stala 22. července 2016.[175]
- Guernsey - stejnopohlavní manželství je legální. Státy Guernsey přijaly návrh zákona o stejnopohlavním manželství v prosinci 2015.[176] Same-Sex Marriage (Guernsey) Law, 2016 přijaly Státy v září 2016 poměrem hlasů 33:5. 14. prosince 2016 jej podpořilo Její veličenstvo.[177][178] Zákon se stal účinným 2. května 2017.[179][180] Legislativa se však nevztahuje na závislá území ostrova Guernsey Alderney a Sark. Alderney uznává zahraniční manželství pro účely dědictví. 21. února 2017 odmítla Finanční komise při Státech Alderney návrh zákona o stejnopohlavním manželství.[181]
- Jersey - stejnopohlavní manželství není legální. Návrh zákona o stejnopohlavním manželství přijala místní vláda v září 2015.[182] První ministr uvedl, že navržená legislativa Amendments to the Marriage and Civil Status (Jersey) Law 2001 (MD-HA-2017-0001) by se měla stát předmětem diskuzí v létě 2017. Pokud projde, očekává se její účinnost do konce prosince tohoto roku.[183]

### Zámořská území
Sedm z čtrnácti zámořských území Velké Británie - Akrotiri a Dekelia, Bermudy, Britské antarktické území, Britské indickooceánské území, Gibraltar, Pitcairnovy ostrovy a Faklandy - legalizovalo stejnopohlavní manželství. Podobný zákon přijal i Ascension, který je součástí zámořského území Svatá Helena, Ascension a Tristan da Cunha.
Stejnopohlavní manželství je na vojenských základnách Akrotiri a Dekelia na ostrově Kypr legální pouze pro britský vojenský personál od 3. června 2014. První stejnopohlavní manželství bylo uzavřeno na Dekelii 10. září 2016. Registrované partnerství je vojenskému personálu přístupné od 7. prosince 2005.
V Britském indickooceánském území, jehož obyvatelstvo sestává převážně z britského a amerického vojenského personálu a sdružených dodavatelů, je stejnopohlavní manželství legální od 3. června 2014.
Na Pitcairnových ostrovech přijali zákonodárci návrh legislativy o stejnopohlavních sňatcích jednomyslně. 5. května 2015 jí schválil guvernér Jonathan Sinclair. Publikovaná byla 13. května 2015 a účinnou se stala následující den.
V Britském antarktickém území je stejnopohlavní manželství legální od 13. října 2016.
26. října 2016 přijal gibraltarský parlament s jednomyslnou podporou všech 15 zákonodárců zákon o občanských sňatcích párů stejného pohlaví. Nový zákon získal královský souhlas 1. listopadu a účinným se stal 15. prosince 2016.
Stejnopohlavní manželství je dále legální na Ascensionu, který tvoří část zámořského území Svatá Helena, Ascension a Tristan da Cunha. Návrh takového zákona přijalo všech pět zákonodárců 31. května 2016. Následně jej podepsal guvernér a do promulgačního listu se dostal 20. června. 23. prosince 2016 vydal guvernér nařízení o uplatňování zákona, které je účinné od 1. ledna 2017.
23. února 2017 se po konzultacích vyslovili guvernér Svaté Heleny a Rada Tristanu da Cunha ve prospěch přijetí zákona o stejnopohlavním manželství v nejbližší možné době.
30. března 2017 přijalo Legislativní shromáždění Falkladských ostrovů návrh novely manželského zákona (Marriage (Amendment) Bill 2017) v poměru hlasů 7:1. Nová legislativa se momentálně nachází ve fázi čekání na podpis královny.
5. května 2017 vydal Nejvyšší soud Bermud rozhodnutí legalizující stejnopohlavní manželství.
Svatá Helena (část zámořského území Svatá Helena, Ascension a Tristan da Cunha) se taktéž nachází ve fázi diskuzí na téma stejnopohlavní manželství. 27. dubna 2016 zahájila Výkonná rada Svaté Heleny veřejnou diskuzi na téma nové manželské legislativy, která, pokud projde, zpřístupní sňatky párům stejného pohlaví. 12. prosince 2016 přijali zdejší zákonodárci po dlouhé debatě pozměňovací návrh odstraňující část o stejnopohlavním manželství z navržené legislativy. Od návrhu zákona bylo pak následně upuštěno. V lednu 2017 zažádal stejnopohlavní pár o sňatek na ostrově Svatá Helena. Úředník momentálně čeká na právní radu, jak postupovat (manželská vyhláška Marriage Ordinance 1851 z r. 1851 je v této věci nejasná), když je požádán o vydání manželské licence párem stejného pohlaví. Následně se úředník požádal Nejvyšší soud o konečné rozhodnutí. Předběžné soudní řízení se konalo 23. února 2017.